# 木下直哉
木下 直哉（きのした なおや、1965年11月16日 - ）は、日本の実業家、映画プロデューサー。木下グループ代表取締役社長兼グループCEO、キノフィルムズ・スペースクラフト取締役、鈍牛倶楽部取締役。福岡県苅田町出身。

## 年譜
- 1983年 - 福岡県立苅田工業高等学校卒業後、不動産会社と半導体メーカーのロームに入社[3]。
- 1990年 - 24歳の時にエム・シー・コーポレーション（後の木下グループ）を設立[3]。
- 2004年 - 1000億円の債務超過に陥っていた木下工務店を買収し、代表取締役に就任[3]。
- 2006年 - 森田健作主演の「I am 日本人」で初めて映画に出資[4]。
- 2009年 - ギャガの役員に就任。
- 2011年 - 木下グループの映画製作・配給事業を担当していた部門をキノフィルムズとして独立させ、同社の代表取締役に就任。
- 2025年 - スペースクラフトの取締役に就任[5]。

## フィルモグラフィー

### 映画
- I am 日本人（2006年）
- ぼくのおばあちゃん（2008年）
- のんちゃんのり弁（2009年）
- 交渉人 THE MOVIE タイムリミット高度10,000mの頭脳戦（2010年）
- 探偵はBARにいる（2011年）
- 指輪をはめたい（2011年）
- ツレがうつになりまして。（2011年）
- 愛と誠（2012年）
- 新しい靴を買わなくちゃ（2012年）
- 外事警察 その男に騙されるな（2012年）
- セイジ -陸の魚-（2012年）
- 旅の贈りもの 明日へ（2012年）
- 苦役列車（2012年）
- 臨場 劇場版（2012年）
- 仮面ライダー×スーパー戦隊 スーパーヒーロー大戦（2012年）
- ばしゃ馬さんとビッグマウス（2013年）
- 二流小説家 シリアリスト（2013年）
- 忍たま乱太郎 夏休み宿題大作戦!の段（2013年）
- 人類資金（2013年）
- 相棒シリーズ X DAY（2013年）
- つやのよる ある愛に関わった、女たちの物語（2013年）
- 利休にたずねよ（2013年）
- 箱入り息子の恋（2013年）
- 探偵はBARにいる2 ススキノ大交差点（2013年）
- 薔薇色のブー子（2014年）
- 喰女-クイメ-（2014年）
- わたしのハワイの歩きかた（2014年）
- イン・ザ・ヒーロー（2014年）
- 柘榴坂の仇討（2014年）
- さいはてにて-やさしい香りと待ちながら-（2015年）
- 悼む人（2015年）
- 海難1890（2015年）
- おかあさんの木（2015年）
- 天空の蜂（2015年）
- ジヌよさらば〜かむろば村へ〜（2015年）
- さらば あぶない刑事（2016年）
- 嫌な女（2016年）
- HK 変態仮面 アブノーマル・クライシス（2016年）
- バースデーカード（2016年）
- 団地（2016年）
- RANMARU 神の舌を持つ男（2016年）
- スキャナー 記憶のカケラをよむ男（2016年）
- ヒーローマニア-生活-（2016年）
- CUTIE HONEY -TEARS-（2016年）
- 疾風ロンド（2016年）
- キセキ -あの日のソビト-（2017年）
- 相棒 -劇場版IV- 首都クライシス 人質は50万人! 特命係 最後の決断（2017年）
- 一週間フレンズ。（2017年）
- 追憶（2017年）
- TAP THE LAST SHOW（2017年）
- 関ヶ原（2017年）
- ユリゴコロ（2017年）
- エルネスト（2017年）
- ラストレシピ〜麒麟の舌の記憶〜（2017年）
- 探偵はBARにいる3（2017年）
- リバーズ・エッジ（2018年）
- 人魚の眠る家（2018年）
- 半世界（2019年）
- 台風家族（2019年）
- グッドバイ〜嘘からはじまる人生喜劇〜（2019年）
- 映画 おしりたんてい カレーなる じけん（2019年）
- 人数の町（2020年）
- AWAKE（2020年）
- 復興応援 政宗ダテニクル 合体版＋（2021年）
- 騙し絵の牙（2021年）
- 碁盤斬り（2024年）
- はたらく細胞（2024年）
- パディントン 消えた黄金郷の秘密（2024年）
- 雪の花 -ともに在りて-（2025年）
- てっぺんの向こうにあなたがいる（2025年予定）